# Беншуф, Кен
Кен Беншуф (англ. Ken Benshoof; род. 3 января 1933, штат Небраска) — американский композитор и пианист.
Окончил школу в Фэрбанксе, учился в консерватории в Спокане, в том числе у Вольфганга Дарзиня, впоследствии записал как пианист альбом фортепианных пьес своего учителя. В дальнейшем совершенствовался как композитор в Университете штата в Сан-Франциско и в Гилдхоллской школе музыки. В 1968—1992 гг. преподавал в Вашингтонском университете.
Автор концерта для виолончели и струнных (1975), разнообразной камерной музыки, в том числе ряда сочинений для струнного квартета; начиная с 1974 г. сотрудничал с Кронос-квартетом, написал несколько пьес по заказу коллектива — одна из них, «Святой Франциск поднимается на гору Дьябло (по пути на небеса)» (англ. St. Francis Climbs Mt. Diablo (On His Way to Heaven); 1996), была исполнена Кронос-квартетом и в Москве. Кроме того, Беншуфу принадлежит музыка к двум десяткам театральных постановок в Сиэтле и Сан-Диего, в том числе ко многим пьесам Шекспира.